# Dej
Dej [deʒ] (maďarsky Dés, německy Desch nebo Burglos, v jidiš דעעש‎, Déš) je město v Rumunsku v župě Kluž. Nachází se asi 48 km severovýchodně od Kluže a asi 448 km severozápadně od Bukurešti. V roce 2011 žilo v Deji 33 497 obyvatel, z nichž 81,8 % bylo rumunské národnosti, 11,3 % maďarské národnosti a 1 % romské národnosti.
Městem protéká řeka Someș. K městu náleží rovněž vesnice Ocna Dejului, Peștera, Pintic a Șomcutu Mic. Procházejí zde rychlostní silnice DN1C a DN17, město se tak nachází na křižovatce evropských silnic E58 a E576.
První písemná zmínka o městě pochází z roku 1214, kdy je zmiňováno jako Dees, oblast dnešního města byla však osídlena již od roku 5500 př. n. l.